# Алпеевское сельское поселение
Алпеевское се́льское поселе́ние — муниципальное образование в Сосковском районе Орловской области Российской Федерации.
Административный центр — село Гнилое Болото.

## История
Статус и границы сельского поселения установлены Законом Орловской области от 25 октября 2004 года № 433-ОЗ «О статусе, границах и административных центрах муниципальных образований на территории Сосковского района Орловской области».

## Население
| 2010 | 2012 | 2013 | 2014 | 2015 | 2016 | 2017 |
| ---- | ---- | ---- | ---- | ---- | ---- | ---- |
| 933  | ↘913 | ↗932 | ↗945 | ↘944 | ↗947 | ↗981 |
| 2018 | 2019 | 2020 | 2021 | 2023 |      |      |
| ↘974 | ↘956 | ↘949 | ↗973 | ↘923 |      |      |

## Состав сельского поселения
| №  | Населённый пункт | Тип населённого пункта       | Население |
| -- | ---------------- | ---------------------------- | --------- |
| 1  | Алпеево          | деревня                      | 29        |
| 2  | Альшанка         | посёлок                      | 7         |
| 3  | Анахино          | деревня                      | 28        |
| 4  | Бук              | посёлок                      | 31        |
| 5  | Верхняя Боёвка   | село                         | ↘154      |
| 6  | Гнилое Болото    | село, административный центр | ↘205      |
| 7  | Ивановка         | деревня                      | 16        |
| 8  | Костеевка        | деревня                      | 46        |
| 9  | Маяк             | посёлок                      | 74        |
| 10 | Прилепы          | деревня                      | ↘165      |
| 11 | Троицкий         | посёлок                      | 10        |
| 12 | Хмелевая         | деревня                      | ↘168      |